# Любково (Битівський повіт)
Любково (пол. Lubkowo, нім. Georgendorf) — село в Польщі, у гміні Мястко Битівського повіту Поморського воєводства.
Населення — 108 осіб (2011).
У 1975-1998 роках село належало до Слупського воєводства.

## Демографія
Демографічна структура станом на 31 березня 2011 року:
|          | Загалом | Допрацездатний вік | Працездатний вік | Постпрацездатний вік |
| -------- | ------- | ------------------ | ---------------- | -------------------- |
| Чоловіки | 49      | 13                 | 35               | 1                    |
| Жінки    | 59      | 17                 | 30               | 12                   |
| Разом    | 108     | 30                 | 65               | 13                   |